# Calimesa
Calimesa város az USA Kalifornia államában, Riverside megyében. Lakosainak száma 10 026 fő (2020. április 1.).

## Népesség
A település népességének változása:

| 2010 | 7 879  |
| 2020 | 10 026 |